# 崞州
崞州，元朝时设置的州。
成吉思汗十四年（1219年）升崞县置，治所在今山西省原平市北崞阳镇。辖境相当今原平市等地。明朝洪武二年（1369年），复省州为崞县。